# Mavro Frankfurter
Mavro "Moše" Frankfurter (Holešov, Češka Republika, 15. svibnja 1875. – Sabirni logor Jasenovac, 1942.), poznati hrvatski i vinkovački rabin ubijen tijekom Holokausta.

## Životopis
Rabin Mavro "Moše" Frankfurter je rođen 15. svibnja 1875. u češkom gradu Holešov, tada dio Austro-Ugarske Monarhije, u židovskoj obitelji Davida i Katerine Frankfurter. Studirao je u Berlinu zajedno s rabinom Bačke Palanke Leopoldom Fišerom. Bio je oženjen za Rebekku Figel-Frankfurter s kojom je imao troje djece; Ruth, Alfonsa (po emigraciji u Izrael promijenio ime u Avraham) i Davida. Rabin Frankfurter je s obitelji živio u Daruvaru gdje je bio rabin "Židovske općine Daruvar". U predvečerje Prvog svjetskog rata preselio se s obitelji u Vinkovce gdje je bio imenovan za novog rabina "Židovske općine Vinkovci", a nešto kasnije i nadrabina. Tečno je govorio njemački, poljski, hebrejski i hrvatski jezik. U kući Frankfurterovih se govorio njemački i hebrejski. Rabin Frankfurter je tijekom gradnje Nove ulice u Vinkovcima, dao izgraditi obiteljsku kuću koja se danas nalazi u ulici Jurja Dalmatinca i Vladimira Nazora. Od 1914. do 1941. godine, uz redovite obaveze vezane za "Židovsku općinu Vinkovci" i Vinkovačku sinagogu, rabin Frankfurter je našao vremena da predaje judaizam u Gimnaziji Matije Antuna Reljkovića. 1936. godine sin rabina Frankfurter, David, je u Švicarskoj izvršio atentat na Wilhelma Gustloffa, vođu švicarskog ogranka Nacionalsocijalističke njemačke radničke stranke (NSDAP). Rabin Frankfurter je posijedio preko noći kada je čuo za atentat. Posjetio je Davida u zatvoru i upitao ga " … kome je ovo zapravo koristilo?" Tijekom Drugog svjetskog rata i okupacije Vinkovaca od strane Wehrmachta 1941., njemački vojnici su prisilili rabina Frankfurtera da stoji na stolu, te mu pritom pljuvali u lice, čupali dugu bradu i tukli ga kundacima. Rabin Frankfurter je kasnije zajedno sa suprugom deportiran u sabirni logor Jasenovac gdje su oboje ubijeni od strane Ustaša 1942. godine.